# جک آلن (بازیکن فوتبال)
جک آلن (انگلیسی: Jack Allan؛ ۱۶ ژانویهٔ ۱۸۸۳ – نامعلوم) یک بازیکن فوتبال اهل بریتانیا بود.